# Euphyia anomala
Euphyia anomala är en fjärilsart som beskrevs av Butler 1878. Euphyia anomala ingår i släktet Euphyia och familjen mätare. Inga underarter finns listade i Catalogue of Life.